# Souad Malloussi
Souad Malloussi (* 2. März 1957) ist eine ehemalige marokkanische Leichtathletin, die sich auf das Kugelstoßen spezialisiert hat und aktuell Inhaberin des Landesrekordes ist. Ihren größten Erfolg feierte sie mit dem Afrikameistertitel 1985 in Kairo sowie drei weiteren Silbermedaillen bei Afrikameisterschaften.

## Sportliche Laufbahn
Erste internationale Erfahrungen sammelte Souad Malloussi vermutlich im Jahr 1981, als sie bei den Panarabischen Spielen in Tunis mit einer Weite von 12,11 m die Silbermedaille hinter ihrer Landsfrau Chérifa Meskaoui gewann. Im Jahr darauf gewann sie bei den Afrikameisterschaften in Kairo mit 13,74 m die Silbermedaille hinter der Gabunerin Odette Mistoul. 1983 gewann sie bei den Mittelmeerspielen in Casablanca mit 15,30 m die Bronzemedaille hinter der Griechin Soultana Saroudi und Simone Créantor aus Frankreich und im Jahr darauf gewann sie bei den Afrikameisterschaften in Rabat mit 15,31 m erneut die Silbermedaille hinter Odette Mistoul aus Gabun. 1985 siegte sie mit 15,20 m bei den Afrikameisterschaften in Kairo und siegte anschließend mit derselben Weite bei den Panarabischen Spielen in Casablanca. Zudem belegte sie beim IAAF World Cup in Canberra mit 15,80 m den achten Platz. 1987 gewann sie bei den Mittelmeerspielen in Latakia mit 15,42 m die Bronzemedaille hinter der Italienerin Agnese Maffeis und Simone Créantor aus Frankreich. Zudem siegte sie mit 15,90 m bei den Arabischen Meisterschaften in Algier und stellte damit einen neuen Meisterschaftsrekord auf. Im Jahr darauf gewann sie bei den Afrikameisterschaften in Annaba mit 14,85 m die Silbermedaille hinter der Ägypterin Hanan Ahmed Khaled. Anschließend trat sie nicht mehr international in Erscheinung.
In den Jahren 1982, 1985 und 1988 wurde Malloussi marokkanische Meisterin im Kugelstoßen.